# Matteo 20

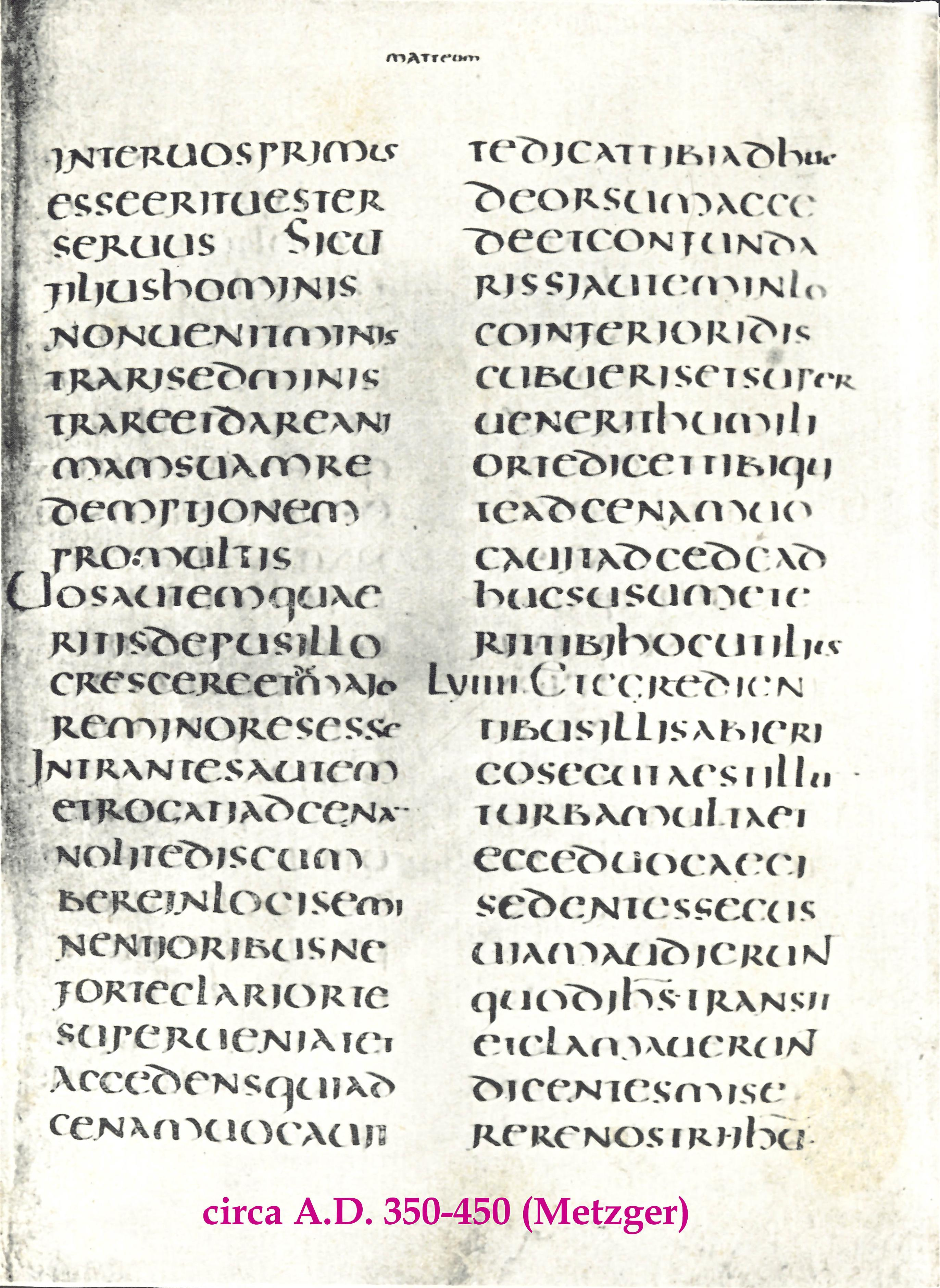
Matteo 20,27-30 nel Codex Claromontanus V, IV-V secolo.

Matteo 20 è il ventesimo capitolo del vangelo secondo Matteo nel Nuovo Testamento. In questo capitolo Gesù continua il suo viaggio verso Gerusalemme, passando per la regione della Perea e per Gerico.

## Testo
Il testo originale era scritto in greco antico. Il capitolo è diviso in 34 versetti.

### Testimonianze scritte
Tra le principali testimonianze documentali di questo capitolo vi sono:
- Codex Vaticanus (325–350)
- Codex Sinaiticus (330–360)
- Codex Bezae (c. 400)
- Codex Washingtonianus (c. 400)
- Codex Ephraemi Rescriptus (c. 450)
- Codex Purpureus Rossanensis (VI secolo)
- Codex Petropolitanus Purpureus (VI secolo; versetti 7–34)
- Codex Sinopensis (VI secolo; versetti 9–34)
- Papiro 83 (VI secolo; versetti 23–25, 30–31)

## Struttura

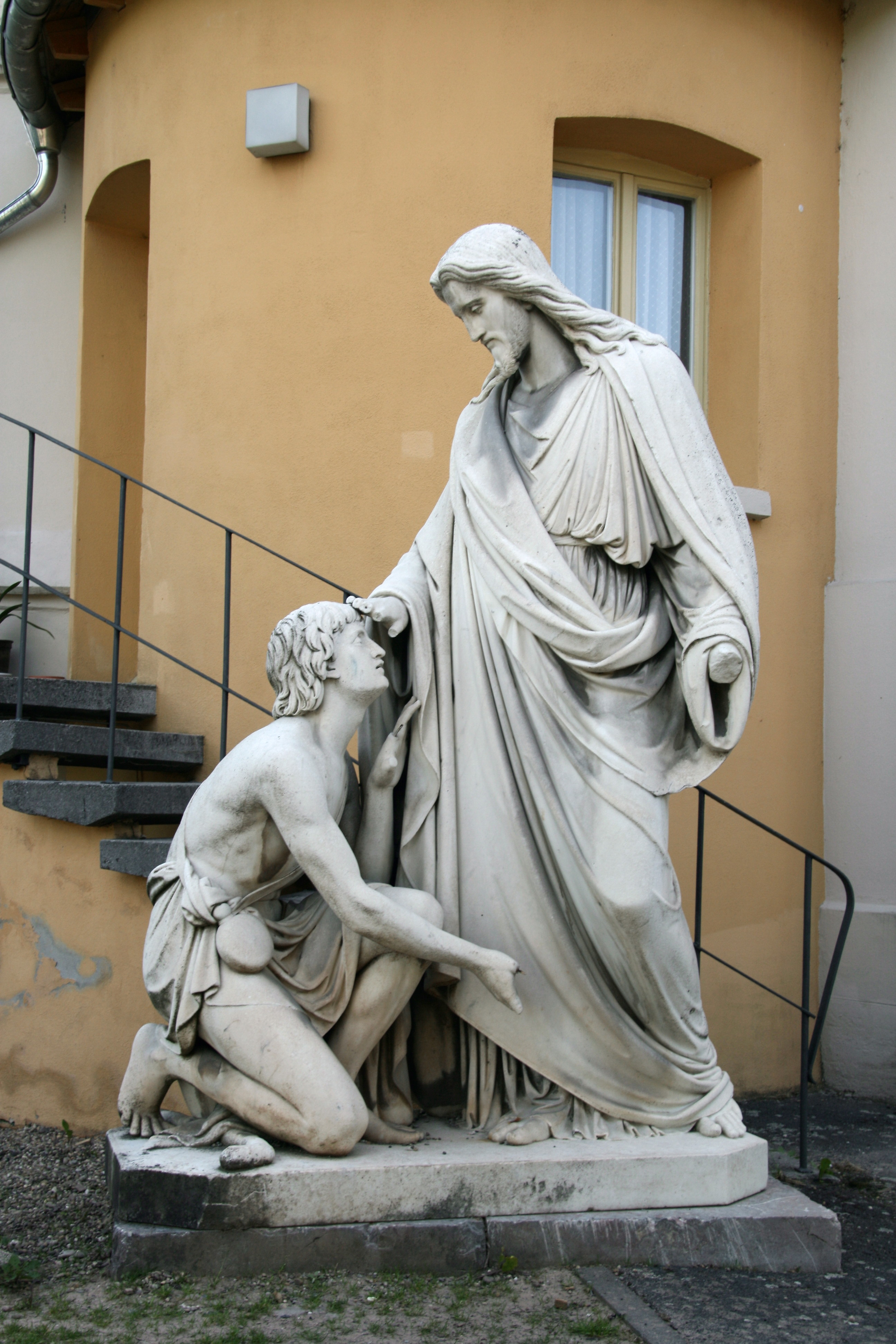
Gesù guarisce il cieco Bartimeo, statua di Johann Heinrich Stöver, 1861. Bartimeo non è nominato nella narrazione di Matteo.

Il capitolo può essere diviso nel seguente modo:
- La parabola dei lavoratori della vigna (Matteo 20,1–16)
- Gesù per la terza volta predice la sua morte e risurrezione (Matteo 20,17–19; Marco 10,32-34; Luca 18,31-34)
- La grandezza nel servire (Matteo 20,20-28)
- Due uomini di Gerico vengono guariti dalla cecità (Matteo 20,29–34).

## Continuità con Matteo 19
La parabola dei vignaioli illustra l'aforisma già presente in Matteo 19,30: Molti dei primi saranno ultimi e gli ultimi i primi. Il teologo anglicano Edward H. Plumptre ha sottolineato come "la divisione in capitoli sia qui singolarmente sfortunata, dal momento che essa separa entrambi gli eventi che danno occasione a Gesù di illustrare i suoi insegnamenti. Non è azzardato dire che i due elementi sono interconnessi intimamente e che non possiamo comprendere correttamente la storia del giovane ricco [di Matteo 19] che vantava vasti possedimenti personali e pretendeva di divenire discepolo di Gesù senza leggere il passo successivo". Il pietista luterano Johann Bengel ha sottolineato, invece, che vi è qui un collegamento con la domanda di San Pietro in Matteo 19,27: "Ecco, noi abbiamo lasciato tutto e ti abbiamo seguito; che cosa dunque ne otterremo?" 

## Versetto 2

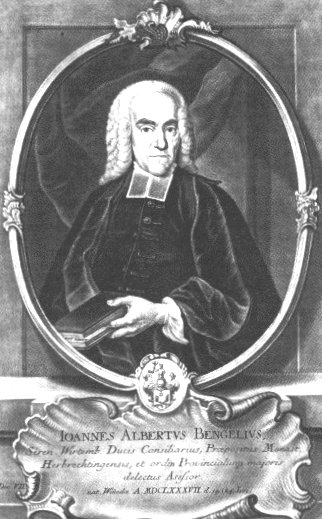
Johann Albrecht Bengel

Accordatosi con loro per un denaro al giorno, li mandò nella sua vigna.
Bengel nota qui come il proprietario del terreno si accordi con un gruppo di lavoratori tramite un contratto legale, promettendo di pagare loro la somma concordata e altre liberalità.

## Versetto 17
Mentre saliva a Gerusalemme, Gesù prese in disparte i dodici e lungo la via disse loro,
Questo versetto continua il viaggio iniziato in Matteo 19,1.
Vi sono tre tipi di letture di questo versetto:
- Gesù prese in disparte i dodici e lungo la via disse loro (CEI, Bibbia di Ginevra)
- Poi Gesù, mentre saliva verso Gerusalemme, prese da parte i dodici; e strada facendo, disse loro (Nuova Riveduta)
- mentre Gesù saliva a Gerusalemme, strada facendo, prese in disparte i dodici discepoli e disse loro (Diodati)
- L'espressione "strada facendo" non si trova nella Vulgata latina:

Et ascendens Jesus Jerosolymam, assumpsit duodecim discipulos secreto, et ait illis:

## Versetto 20
Allora la madre dei figli di Zebedeo si accostò a lui con i suoi figli, si prostrò e gli chiese qualche cosa.
La madre dei figli di Zebedeo, Giacomo e Giovanni, è nota per essere stata Salome, "come apprendiamo da Matteo 27,56 e da Marco 15,40".

## Partenza da Gerico
La narrazione di Matteo riporta la guarigione del cieco di Gerico mentre Gesù lasciava la città con i suoi discepoli, anche se il loro passaggio oltre il fiume Giordano ed il loro arrivo a Gerico non è stato riportato. La versione etiope, è l'unica a riportare "dal momento che loro uscirono da Gerusalemme".